# Dênis
Dênis Silva Cruz (Maranhão, 28 dicembre 1985) è un ex calciatore brasiliano, di ruolo difensore.

## Carriera
Nel 2010 ha giocato 5 partite nella prima divisione brasiliana con la maglia del Grêmio Barueri; in seguito ha giocato per numerose stagioni nella prima divisione azera, durante le quali ha anche totalizzato complessivamente 4 presenze nei turni preliminari di Champions League e 13 presenze e 3 reti nei turni preliminari di Europa League.

## Palmarès

### Club

#### Competizioni nazionali
- Campionato azero: 1

Neftchi Baku: 2012-2013
- Coppa dell'Azerbaigian: 1

Neftchi Baku: 2013-2014